# Macklemore
Benjamin Hammond Haggerty (født 19. juni 1983), kendt under sit kunstnernavn Macklemore og tidligere Professor Macklemore, er en amerikansk rapper og musiker. Han begyndte at udgive sin egen musik i 2000 og arbejder nu sammen med producer Ryan Lewis, violinist Andrew Joslyn og trompetisten Owuor Arunga. Han har fået en signifikant online fanbase. Han har udgivet et mixtape, tre EP'er og to albummer, dog er ingen af dem på et stort pladeselskab. Hans musikvideo "Thrift Shop" er blevet set på YouTube over 1 milliard gange, og den nåede førstepladsen i blandt andre USA og Danmark. I USA har den solgt mere end 2,2 millioner eksemplarer.
Macklemore udgav sit debutalbum The Heist den 9. oktober 2012, og det toppede som nummer to på den amerikanske Billboard 200-listen, hvor det solgte 78.000 eksemplarer i sin første uge.

## Tidlige liv og indflydelser
Haggerty er født og opvokset i Seattle, Washington. Han gik på Garfield High School og Nathan Hale High School, og endte med at få en bachelor på The Evergreen State College. Da han var interesseret i at nå en yngre generation gennem sin musik, var han en del af et program der fokuserede på uddannelse og kulturel identitet, kaldet "Gatewaysfor Incarcerated Youth", hvor han faciliterede musikværksteder.
Selvom han ikke er født ind i en musikalsk familie, støtter begge hans forældre hans musikalske eventyr. Haggerty var seks år gammel da han første gang stødte på hip hop, ved Digital Underground. Da han blev ældre brugte han sine somre sammen med sine venner, hvor de satte telte op og lyttede til radioen, lavede overspilninger og mixtapes af sange der blev spillet, da de ikke havde mulighed for at købe sangene selv, da de var mindreårige og ikke havde forældrenes accept.
Macklemore var fjorten da han startede med at skrive sange. I denne alder kaldte hans venner ham for Möcklimore. Da han startede med at rappe lyttede han til "en masse East Coast undergrunds hip hop", hvor især Freestylle Fellowship, Aceyalone, Living Legends, Wu-Tang Clan, Nas og Talib Kweli havde en indflydelse på ham.

## Eksterne links
- Wikimedia Commons har flere filer relateret til Macklemore
- Macklemore på Internet Movie Database (engelsk)
- Macklemore på The Movie Database (engelsk)
- Officiel hjemmeside
- Facebookkonto: Macklemore